# Сіріус (фільм)
«Сіріус» (англ. Sirius) — документальний фільм в двох частинах, який зняв режисер Амардіп Каліка (англ. Amardeep Kaleka) по книгам уфолога Стівена М. Гріра (англ. Steven M. Greer) — Прихована Правда (англ. Hidden Truth) і Заборонене Знання (англ. Forbidden Knowledge).
У фільмі показані інтерв'ю з колишніми чиновниками уряду і збройних сил США. Крім того, розказано про знайдену в пустелі Атакама невеликої (15 см) мумії, названої Гуманоїдом Атакама.
Фінансування створення фільму частково здійснювалося проектом Kickstarter.
Прем'єра фільму відбулася 24 квітня 2013 року в Лос-Анджелесі, штат Каліфорнія, США.

## Короткий зміст

### Перша частина
На початку першої частини, розкриваючи секретну змову, стверджується, що, незважаючи на всі демократичні вибори, влада на Землі належить так званій світовій еліті. Вона зацікавлена лише в розвитку нафтогазового сектора промисловості, куди вкладені її величезні гроші. Вона блокує будь-яку інформацію про альтернативні технології, а зокрема, і відомості про НЛО, що можуть дати такі технології. Далі, фільм намагається довести присутність на Землі інопланетних розвідників. Наводиться як ряд документів, так і різні інтерв'ю з чиновниками державних і військових структур США. Стверджується, що існують запозичені у інопланетян секретні знання, такі як отримання енергії з вакууму і антигравітаційні транспортні засоби. Однак ці технології світова еліта ретельно охороняє від використання землянами.

### Друга частина
Друга частина в основному присвячена викладу історії Гуманоїда Атакама, яка подається в світлі його можливого інопланетного походження і, як наслідок, докази присутності інопланетян на Землі.

## Відгуки
Рецензії на фільм носили переважно негативний характер від провладних ЗМІ але незалежні медіа навпаки хвалили проєкт. Так, журнал The Hollywood Reporter висловив жаль, що в фільмі не вдалося створити переконливий відеоряд, що розсіює скептицизм глядачів. Тижневик The Village Voice зазначив злорадно практично не розкритий потенціал порушених тем.